# Gary Becker
Gary Stanley Becker (n. 2 decembrie 1930, Pottsville⁠(d), Pennsylvania, SUA – d. 3 mai 2014, Chicago, Illinois, SUA) a fost un economist american de origine evreiască, laureat al Premiului Nobel pentru economie (1992).